# Hajime Saitō
Hajime Saitō (jap. 斎藤一 Saitō Hajime; ur. 18 lutego 1844 w Edo (obecnie Tokio, zm. 28 września 1915) - dowódca trzeciej jednostki Shinsengumi i jeden z nielicznych, którzy przetrwali walki ostatniego okresu shōgunatu Tokugawa w Japonii. 

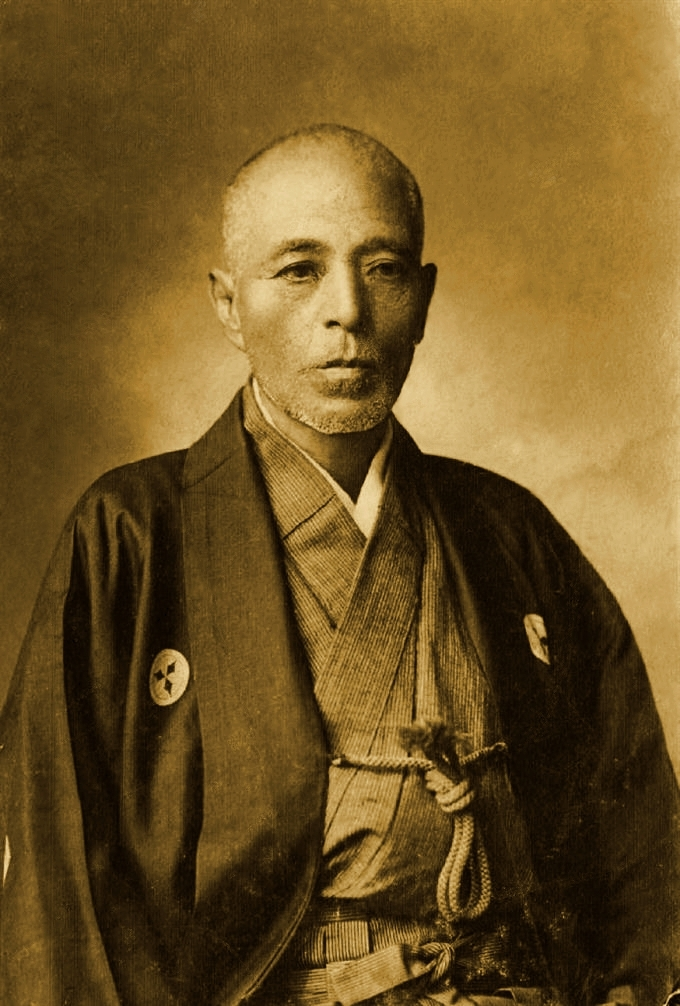
Hajime Saitō

Saitō był uważany za równie wybitnego wojownika, jak legendarny dowódca pierwszej jednostki, Sōji Okita. Saito był zawzięty i nieustraszony w walce, a stosowane przez niego leworęczne pchnięcie mieczem było uważane za jedną z najgroźniejszych technik stosowanych przez członków Shinsengumi.
Bardzo mało wiadomo o jego pochodzeniu i wczesnych latach jego życia, a wiele z powtarzanych historii przeczy sobie wzajemnie. Niektórzy twierdzą, że był synem rōnina, inni, że opuścił Edo, aby dołączyć do armii w Kioto, po zabiciu człowieka (możliwe, że nieumyślnie).
Saitō, jako członek Shinsengumi, był uważany za introwertyka i człowieka tajemniczego. Powszechna opinia charakteryzowała go jako człowieka "nie nadającego się do pogaduszek". Zajmował się kontrwywiadem (w szczególności wyszukiwaniem potencjalnych agentów wroga), a także kontrolą wywiadu przeciwnika i monitoringiem działań drugiej strony. Jego kontrowersyjna reputacja "bohatera" wzięła się z tego, że zabił kilku skorumpowanych członków Shinsengumi i policji po zakończeniu wojny.
Ożenił się z Tokio Takagi, córką Kojūrō Takagi, oficera policji (metsuke) schyłkowego okresu Edo.
Po wojnie zmienił nazwisko na Gorō Fujita i pracował jako policjant. W drodze wyjątku posiadał pozwolenie na noszenie katany.
Saitō dużo pił. Mogło się to przyczynić do jego śmierci z powodu wrzodów żołądka w wieku 71 lat. Aż do śmierci nie ujawnił nic na temat swojej działalności w Shinsengumi.

## Saitō w kulturze masowej
Saitō stał się lepiej znany na Zachodzie po tym, jak jego postać została wykorzystana w kilku anime i mangach. Popularna seria Rurōni Kenshin przedstawia go jako antybohatera, niegdyś śmiertelnego wroga, a następnie niechętnego sprzymierzeńca głównego bohatera. W Rurōni Kenshin Saitō jest przedstawiony jako bardzo wysoki i zwyczajny z wyglądu mężczyzna, w zachowaniu chłodny i spokojny. Odpowiada to nielicznym opisom z jego życia. 
Używana przez niego w serialu technika "gatotsu" jest całkowicie fikcyjna, mimo iż oparto ją na opisach rzeczywistej techniki Saitō. Podobnie jego życiowe motto Aku-soku-zan (dosłownie: "Natychmiast zabijaj tych, którzy są źli", bardziej poetycko tłumaczone jako: "Szybka śmierć dla złych" lub "Natychmiast zabijaj zło") jest prawdopodobnie jedynie fikcją stworzoną na potrzeby serii, choć wydaje się pasować do jego wizerunku jako zabójcy skorumpowanych policjantów i członków Shinsengumi. 
Mangaka Nobuhiro Watsuki często uwzględnia w swojej opowieści historycznie prawdziwe szczegóły: w okresie Meiji zawsze występuje jako policjant Gorō Fujita, mimo że wszystkie główne postacie nadal nazywają go Saitō, a w pewnym momencie jest wspomniana jego żona, Tokio, rzeczywiście istniejąca w życiu prawdziwego Saitō.
W Peacemakerze Kurogane, innej historycznej mandze i serii anime, opowiadającej historię chłopca przyłączającego się do Shinsengumi, aby pomścić śmierć rodziców, pojawia się on jako dowódca trzeciej jednostki, podobnie jak w prawdziwym życiu. Inaczej niż w serialu Kenshin, jego charakter jest tu mistyczny, a on sam ma nieustannie senny wyraz twarzy.
Pojawia się również w Kaze Hikaru, gdzie jest przedstawiony jako spokojna i poważna postać, będąca przyjacielem (bardzo podobnym z wyglądu) brata głównej bohaterki.

### Saitō w grach wideo i serialach anime
Kei'ichirō Washizuki w serii gier The Last Blade jest wzorowany na Saitō z Rurōni Kenshin. Jest tu ponownie przedstawiony jako osoba zimna i spokojna, bezwarunkowo lojalna wobec Shinsengumi. Wizualnie postać jest wzorowana na Saitō z OVA Rurōni Kenshin (bardziej realistyczna niż w serialu telewizyjnym).
Pod swoim imieniem i nazwiskiem występuje w anime Hakuōki Shinsengumi Kitan.